# Paula Barreto
Paula Andrea Barreto Velásquez (Medellín, 31 de agosto de 1979) é uma atriz colombiana reconhecida por vários papéis, que incluem as produções Eu sou Franky como a personagem Sofía Andrade, As bonecas da Máfia como a personagem Martha Cruz e também em Enfermeiras como Victoria Cifuentes. É irmã da também atriz María Teresa Barreto.

## Filmografía

### Televisão
| Ano       | Título                              | Personagem                           |
| --------- | ----------------------------------- | ------------------------------------ |
| 2023      | Romina poderosa                     | Diana Marcos de Moya                 |
| 2023      | Manes                               |                                      |
| 2023      | De brutas, nada                     |                                      |
| 2022      | Entre sombras                       |                                      |
| 2021      | El Cartel de los Sapos: el origen   | Mónica Valencia                      |
| 2021      | Lala's Spa                          | Brenda Hoyos Llano                   |
| 2021      | Enfermeras                          | Victoria Cifuentes                   |
| 2020      | Operación Pacifico                  | Maria Elvira                         |
| 2020-2021 | Pa' quererte                        | Paula                                |
| 2019      | El final del paraíso                | Julia Domínguez                      |
| 2019      | Las muñecas de la mafia 2           | Dra. Martha Cruz                     |
| 2018      | El chapo                            | Paloma                               |
| 2017      | La Nocturna                         | Dra. Claudia López                   |
| 2017      | Francisco el matemático: Clase 2017 | Mabel Castro (Participação Especial) |
| 2016      | Anonima                             | Betina Serrano                       |
| 2015-2016 | Yo soy Franky                       | Sofía Andrade                        |
| 2015-2016 | Las santísimas                      | Diana Dorantes                       |
| 2015      | Quien mató a Patricia Soler         | Daniela Contreras de Sotomayor       |
| 2014      | Los años maravillosos               | Diana Pizarro                        |
| 2014      | La suegra                           | Marcela Burgos Maldonado             |
| 2013      | ¿Quién eres tú?                     | Julieta Seles                        |
| 2013      | Mujeres al límite                   | Diana                                |
| 2012      | A corazón abierto                   | Fabiana de Maza                      |
| 2011-2012 | Primera dama                        | Luciana "Luci" Cuadra                |
| 2011      | La chica de mis sueños              | Ximena Suárez                        |
| 2010-2011 | Ojo por ojo                         | Melba Foucon                         |
| 2010      | Decisiones extremas                 | Ep: Eu a mato                        |
| 2010      | El clon                             | Amalia Santos                        |
| 2010      | El cartel 2                         | Larissa de Casas                     |
| 2009-2010 | Amor en custodia                    | Carlota Coronado                     |
| 2009-2010 | Niños ricos pobres padres           | Dorotea Cortés                       |
| 2008-2009 | Sin senos no hay paraíso            | Bárbara                              |
| 2008-2009 | Doña Bárbara                        | Luisana Requena                      |
| 2008      | Cómplices                           | Atenea Mirabán                       |
| 2008      | Súper Pa                            | Daniela Venegas                      |
| 2007-2008 | Sobregiro de amor                   | Pilar                                |
| 2006-2008 | En los tacones de Eva               |                                      |